# Yingkeng (sockenhuvudort i Kina, Zhejiang Sheng, lat 28,39, long 120,50)
Yingkeng (kinesiska: 应坑, 应坑乡) är en sockenhuvudort i Kina. Den ligger i provinsen Zhejiang, i den östra delen av landet, omkring 210 kilometer söder om provinshuvudstaden Hangzhou. Antalet invånare är 2 093. Befolkningen består av 1 005 kvinnor och 1 088 män. Barn under 15 år utgör 15,0 %, vuxna 15-64 år 58 %, och äldre över 65 år 25,0 %.
Runt Yingkeng är det tätbefolkat, med 266 invånare per kvadratkilometer. Närmaste större samhälle är Xunzhai, 5,5 km söder om Yingkeng. I omgivningarna runt Yingkeng växer i huvudsak blandskog.
Genomsnittlig årsnederbörd är 2 185 millimeter. Den regnigaste månaden är juni, med i genomsnitt 368 mm nederbörd, och den torraste är januari, med 71 mm nederbörd.